# جون نيلسون (رائد أعمال)
جون نيلسون (بالإنجليزية: John Frederick Nelson)‏ هو رائد أعمال بريطاني، ولد في 26 يوليو 1947 في إنجلترا في المملكة المتحدة.